# Corazón indomable
Corazón indomable är en mexikansk telenovela från 2013, med Ana Brenda Contreras och Daniel Arenas i huvudrollerna.

## Rollista (i urval)
- Ana Brenda Contreras - Maricruz Olivares
- Daniel Arenas - Octavio Narváez
- Elizabeth Álvarez - Lucía Bravo de Narváez
- César Évora - Alejandro Mendoza